# 小叶蚊母树
小叶蚊母树（学名：Distylium buxifolium）为金缕梅科蚊母树属下的一个种。

## 扩展阅读
維基物種上的相關：小叶蚊母树